# 高橋李依
高橋李依（日语：／ Takahashi Rie，1994年2月27日—）是日本女性聲優，埼玉縣出身。81 Produce所屬。曾獲得第5回「81試鏡特別賞」。

## 人物
埼玉縣立越谷南高等學校出身。2年級時曾獲得動畫甲子園2010-2011聲音表演部門優秀賞。
2012年3月，高中畢業的同時加入演員養成所81ACTOR'S STUDIO。研究生時期曾經以新人聲優團體「Anisoni∀」的成員身分開始進行活動。
2013年3月從81ACTOR'S STUDIO畢業，4月起加入81 Produce。
2016年，獲得第10回聲優獎的新人女優賞。
2017年，在第3回動畫廣播賞中以《Re:從零開始的異世界生活》獲得最優秀女性廣播賞·新人賞。
2021年，獲得第16回聲優獎的助演女優賞。

## 演出作品
※粗體字為主要角色。

### 劇場動畫
2015年
- 好想大聲說出心底的話。（宇野陽子）

2016年
- 光之美少女 All Stars 大家歌唱吧♪奇跡的魔法！（朝日奈未來／奇跡天使）
- 魔法使 光之美少女！奇跡的變身！莫夫倫天使！（朝日奈未來／奇跡天使）

2017年
- 光之美少女 Dream Stars!（朝日奈未來／奇跡天使）

2018年
- 文豪Stray Dogs DEAD APPLE（辻村深月）
- 光之美少女 Super Stars!（朝日奈未來／奇跡天使）
- HUG！光之美少女♡光之美少女 All Stars Memories（朝日奈未來／奇跡天使）

2019年
- 光之美少女 Miracle Universe（朝日奈未來／奇跡天使）
- 劇場版 為美好的世界獻上祝福！紅傳說（惠惠）

2020年
- 劇場版 高校艦隊（長澤君江）
- 劇場版 SHIROBAKO（藤明日香、內田茜、電台助手）
- 劇場版 Fate/Grand Order -神聖圓桌領域卡美洛- 前篇 Wandering; Agateram（玛修·基列莱特）

2021年
- 美少女戰士Eternal（貝絲）
- 劇場版 Fate/Grand Order -神聖圓桌領域卡美洛- 後篇 Paladin; Agateram（玛修·基列莱特）
- 劇場編輯版 隱瞞之事 -秘密之事是什麼-（後藤姬）
- Fate/Grand Order -終局特異點 冠位時間神殿所羅門-（玛修·基列莱特）

2022年
- BLUE THERMAL（望田薰）
- 劇場版 擅長捉弄人的高木同學（高木）
- 電影版 搖曳露營△（齊藤惠那）
- 劇場版 異世界四重奏 ～Another World～（惠惠、愛蜜莉雅）

2023年
- 光之美少女 All Stars F（朝日奈未來／奇跡天使）

2024年
- BLOODY ESCAPE -地獄的逃走劇-（費蕾絲）
- 死亡愛麗絲 最終最後的物語（桃樂絲）
- i☆Ris the Movie -Full Energy!!-（シロリス）
- 美妙寵物 光之美少女 THE MOVIE！心動♡遊戲世界大冒險！（朝日奈未來／奇跡天使）
- 擊浪青春（高橋梨衣奈）

2025年
- 一百公尺。—100M—（淺草）

### OVA
2014年
- 魔奇少年 辛巴達的冒險（席那的表親）

2015年
- 四月是你的謊言（節子）
- SHIROBAKO 劇中劇動畫「第三飛行少女隊」（廣播）
- 東京喰種【JACK】（棒球少年）

2016年
- 為美好的世界獻上祝福！（惠惠）※小說第9卷限定版附贈BD

2017年
- 為美好的世界獻上祝福！2（惠惠）※小說第12卷限定版附贈BD
- 機動戰士GUNDAM 雷霆宙域戰線（周明）

2018年
- 搖曳莊的幽奈小姐（雨野狹霧）※漫畫第11卷附贈動畫BD限定版
- 擅長捉弄人的高木同學（高木）※漫畫第9卷附OVA特別版
- 搖曳莊的幽奈小姐（雨野狹霧）※漫畫第12卷附贈動畫BD限定版
- Re:從零開始的異世界生活 Memory Snow（愛蜜莉雅）

2019年
- Re:從零開始的異世界生活 冰結之絆（愛蜜莉雅）

2020年
- 喜歡本大爺的竟然就妳一個？（虹彩寺堇）

2021年
- Fate/Grand Carnival（玛修·基列莱特）

2022年
- 外之國的少女（汐華）

2025年
- 為美好的世界獻上祝福！3—BONUS STAGE—（惠惠）

### 特攝
- 假面騎士GOTCHARD (2023年，X巫師)

### 網路動畫
2016年
- 怪物彈珠（野田茜）

2018年
- 惡魔人 Crybaby（タ―コ)

2021年
- 星期一的豐滿2（前髮醬）
- 鋼彈創壞者 對戰風雲錄（美山紗奈）

2022年
- 爆丸Evolutions（ダン・クーソー）
- 狂賭之淵雙（三春瀧咲良）
- 浪漫殺手（星野杏子）

2023年
- Fate/Grand Order 搞不懂的藤丸立香（玛修·基列莱特）
- 爆丸Legends（ダン・クーソー）
- GOOD NIGHT WORLD（神室花）

2024年
- Fate/Grand Order 搞不懂的藤丸立香 第2期（玛修·基列莱特、犬士）
- 株式會社5年1班（谷角率紀）

2025年
- Fate/Grand Order 搞不懂的藤丸立香 第3期（玛修·基列莱特）

### 遊戲
2014年
- Ar nosurge ～獻給誕生之星的祈禱詩～（塔特麗雅）
- 聖潔天使～第2風紀委員少女戰鬥〜（尤菲莉亞）
- 我的魔塔～超越傳說無盡之塔～（銼刀、菱形架伸縮千斤頂、抓斗起重機、自由斷面掘削機）
- 白貓Project（莉婕蘿緹·弗連迪亞）

2015年
- 未來卡片 戰鬥夥伴 友情的爆熱對決！（天道勇氣）

2016年
- 星界神話（星靈·露娜）
- 卡里古拉（篠原美笛）
- 戰艦少女R（初雪、黑背豺、博格）
- 合奏女孩！（冰野胡桃）
- 天華百劍-斬-（桑名江）
- Fate/Grand Order（玛修·基列莱特）※代替休養的種田梨沙演出。

2017年
- Re：從零開始的異世界生活 -DEATH OR KISS-（愛蜜莉雅）
- 聖火降魔錄 英雄雲集（菲約爾姆）
- 夢界物語（梅依）
- 魔法紀錄 魔法少女小圓外傳（美凪紗紗蘿）
- 戰鬥女子學園（美紗希）
- SINoALICE (桃樂絲）
- 少女前線（Ots-44、伊萊莎）
- 偶像大師 星光舞台（詩花）
- Gran Turismo SPORT（旁白）
- 閃耀幻想曲（直樹美紀、齊藤惠那、勝木翼）
- 闇影詩章（水龍神巫女）
- Crash Fever(台版） (惠惠)

2018年
- 搖曳莊的幽奈小姐 溫泉迷宮（雨野狹霧）
- 偶像大師 百萬人演唱會！（詩花）
- Dragalia Lost ～失落的龍絆～（菲約爾姆）
- 蒼之紀元（格萊明）
- 碧藍航線（蒙彼利埃、馬薩諸塞）
- Crash Fever（台版） （愛蜜莉雅）
- 怪物彈珠（菲歐娜＆庫羅斯）
- 轟炸少女（小黑）
- 星之卡比 新星同盟（炎劍露啾）

2019年
- 鋼彈創壞者MOBILE（美山紗奈）
- 明日方舟（调香师、夜魔）
- 超異域公主連結 Re:Dive (愛蜜莉雅)

2020年
- 為美好的世界獻上祝福！Fantastic Days（惠惠、愛蜜莉雅）
- 魔法禁书目录 幻想收束（惠惠）
- Re:從零開始的異世界生活－INFINITY （愛蜜莉雅）
- 寶可夢大師（小光）
- 約會大作戰 反烏托邦蓮 （蓮）

2021年
- 原神（胡桃）
- 七大罪：光與暗之交戰（流浪者 托納爾）
- 阴阳师（饭笥)
- 關於我轉生變成史萊姆這檔事：魔王與龍的建國譚（伊希斯）
- 白夜極光（諾爾）
- 東方LostWord（庭渡 久侘歌）

2022年
- 神魔之塔（最初的仿魂·莉莉絲、樂韻悠揚·梅樂蒂、遺世龍魂·尤麗婭）
- Assault Lily Last Bullet（六角汐里）
- Fate/Grand Order（愉快的Rider）
- 怪物彈珠（開膛手傑克）
- Melty Blood: TYPE LUMINA（玛修·基列莱特）
- NIKKE：勝利女神（迪賽爾）
- 蘇菲的鍊金工房2 ～不可思議夢的鍊金術士～（拉米潔兒·埃倫邁爾）
- 幻塔（修瑪(v2熔驅盾) ）
- Crash Fever(日版） (惠惠)

2023年
- 宿命迴響（席巴女王貝爾吉斯）
- 女神異聞錄5 戰略版（艾露）
- 怪物彈珠（Kill×Your×Idol:開膛手傑克）

2024年
- 出租女友 ～水平線與泳裝女友～（樱泽墨）

2025年
- 神魔之塔（恆定的仿魂 ‧ 莉莉絲、鋼心鏖戰 ‧ 莉莉絲、愛蜜莉雅與帕克、銀髮天使愛蜜莉雅）
- Crash Fever（日版）（愛蜜莉雅)

### 廣播劇CD
- 学园孤岛 特制广播剧CD夏天篇（2015年，直树美纪）
- 樱子的高校生活（2016年，汐崎夏目）

### 吹替
- 蜘蛛人：新宇宙（潘妮·帕克）
- 蟻人與黃蜂女：量子狂熱（凱西·朗恩）
- 非人哉（小玉）[111]

## 音樂CD

### 角色歌
| 發售日   | 名稱 | 演唱名義 | 歌曲名稱                                                                      | 商業搭配                                                             |
| 2014年   | 2014年 | 2014年 | 2014年                                                                        | 2014年                                                               |
| -------- | --- | --- | ----------------------------------------------------------------------------- | -------------------------------------------------------------------- |
| 12月17日 | ユナイトライト | L.I.N.K.s | 「」                                                                          | 遊戲《聖潔天使～第2風紀委員少女戰鬥～》主題曲                        |
| 2015年   | | |                                                                               |                                                                      |
| 6月18日  | | Earphones | 「」                                                                          | 電視動畫《那就是聲優！》插入曲、片尾曲                               |
| 7月22日  | 那就是聲優！ | Earphones | 「那就是聲優！」                                                              | 電視動畫《那就是聲優！》片頭曲                                       |
| 7月22日  | 那就是聲優！ | Earphones | 「!」                                                                         | 電視動畫《那就是聲優！》片尾曲                                       |
| 7月29日  | | 学园生活社 | 「」                                                                          | 電視動畫《學園孤島》片頭曲                                           |
| 7月29日  | 「Grateful Friends」 | 学园生活社 | 電視動畫《學園孤島》相關歌曲                                                  |                                                                      |
| 8月21日  | Drama&Songs「」 | 尤菲莉婭（高橋李依） | 「Hand in Hand」                                                              | 遊戲《聖潔天使～第2 風紀委員少女戰鬥～》相關歌曲                     |
| 8月26日  | TV動畫「學園孤島」角色歌① | 丈槍由紀（水瀨祈）、直樹美紀（高橋李依） | 「」                                                                          | 電視動畫《學園孤島》相關歌曲                                         |
| 9月16日  | | 仁藤菜月（雨宮天）、和聲：／江田明日香（石上靜香）、宇野陽子（高橋李依） | 「」                                                                          | 劇場版《好想大聲說出心底的話。》劇中歌                               |
| 9月16日  | 成瀨順（水瀨祈）、田崎大樹（細谷佳正）、宇野陽子（高橋李依）、明日川（柳田淳一）、田崎大樹（細谷佳正）、岩田（手塚弘道）、清水（木島隆一）、鈴木（田澤茉純）、栃倉（前川涼子）、錦織（山下誠一郎）、三上（芳野由奈）、渡邊（三宅麻理惠） | 「」 |                                                                               | 劇場版《好想大聲說出心底的話。》劇中歌                               |
| 9月26日  | TV動畫「學園孤島!」角色歌④ | 惠飛須澤胡桃（小澤亞李）、直樹美紀（高橋李依） | 「」                                                                          | 電視動畫《學園孤島》相關歌曲                                         |
| 9月26日  | TV動畫「學園孤島!」角色歌④ | 直樹美紀（高橋李依） | 「My Dream」                                                                  | 電視動畫《學園孤島》相關歌曲                                         |
| 10月28日 | TV動畫「學園孤島」角色歌專輯 | 直樹美紀（高橋李依）、若狹悠里（M・A・O） | 「」                                                                          | 電視動畫《學園孤島》相關歌曲                                         |
| 10月28日 | TV動畫「學園孤島」角色歌專輯 | 学园生活社 | 「」                                                                          | 電視動畫《學園孤島》相關歌曲                                         |
| 11月26日 | 學園孤島 BD・DVD第3卷限定版 原聲專輯 | 直樹美紀（高橋李依） | 「」                                                                          | 電視動畫《學園孤島》相關歌曲                                         |
| 2016年   | | |                                                                               |                                                                      |
| 1月27日  | | 阿克婭（雨宮天）、惠惠（高橋李依）、達克妮絲（茅野愛衣） | 「」                                                                          | 電視動畫《為美好的世界獻上祝福！》片尾曲                             |
| 1月27日  | 學園孤島 BD・DVD第5卷限定版 原聲專輯 | 学园生活社 | 「」                                                                          | 電視動畫《學園孤島》相關歌曲                                         |
| 3月2日   | Dokkin♢！／CURE UP↑RA♡PA☆PA!〜〜 | 奇跡天使（高橋李依）、魔法天使（堀江由衣） | 「CURE UP↑RA♡PA☆PA!~~ 」                                                      | 電視動畫《魔法使 光之美少女!》片尾曲                                 |
| 3月9日   | | 惠惠（高橋李依） | 「Right☆eye」                                                                 | 電視動畫《為美好的世界獻上祝福！》角色歌                             |
| 3月16日  | 電影 光之美少女AllStars 大家一起歌唱♪奇蹟的魔法！ 音乐歌曲 | 朝日奈未來（高橋李依）、 理子（堀江由衣）、莫夫倫（齋藤彩夏）、春野遙（嶋村侑）、海藤南（淺野真澄）、天之川綺羅（山村響）、紅城永久（澤城美雪）、泡芙（東山奈央）、阿羅瑪（古城門志帆） | 「」                                                                          | 劇場版動畫《光之美少女AllStars 大家一起歌唱♪奇蹟的魔法！》插入曲     |
| 3月16日  | 電影 光之美少女AllStars 大家一起歌唱♪奇蹟的魔法！ 音乐歌曲 | 奇跡天使（高橋李依）、 魔法天使（堀江由衣） | 「」                                                                          | 劇場版動畫《光之美少女AllStars 大家一起歌唱♪奇蹟的魔法！》插入曲     |
| 3月16日  | 電影 光之美少女AllStars 大家一起歌唱♪奇蹟的魔法！ 音乐歌曲 | 索希爾（新妻聖子）、 奇跡天使（高橋李依）、 魔法天使（堀江由衣） | 「」                                                                          | 劇場版動畫《光之美少女AllStars 大家一起歌唱♪奇蹟的魔法！》插入曲     |
| 3月16日  | 電影 光之美少女AllStars 大家一起歌唱♪奇蹟的魔法！ 音乐歌曲 | 索希爾（新妻聖子））、光之美少女 All Stars | 「」                                                                          | 劇場版動畫《光之美少女AllStars 大家一起歌唱♪奇蹟的魔法！》插入曲     |
| 3月16日  | 電影 光之美少女AllStars 大家一起歌唱♪奇蹟的魔法！ 音乐歌曲 | 光之美少女 All Stars | 「」                                                                          | 劇場版動畫《光之美少女AllStars 大家一起歌唱♪奇蹟的魔法！》主題曲     |
| 7月13日  | 魔法使 光之美少女! 音樂專輯 | 朝日奈未來（高橋李依） | 「♪ 」                                                                        | 電視動畫《魔法使 光之美少女!》相關歌曲                               |
| 7月13日  | 魔法使 光之美少女! 音樂專輯 | 奇跡天使（高橋李依）、 魔法天使（堀江由衣） | 「」                                                                          | 電視動畫《魔法使 光之美少女!》相關歌曲                               |
| 8月10日  | Dokkin♢！ Part2／！ | 奇跡天使（高橋李依）、魔法天使（堀江由衣）、幸福天使（早見沙織） | 「 」                                                                         | 電視動畫《魔法使 光之美少女!》片尾曲                                 |
| 8月10日  | Link with U | L.I.N.K.s | 「Link with U」                                                               | 電視動畫《聖潔天使》片尾曲                                           |
| 8月10日  | Link with U | L.I.N.K.s | 「Every-buddy goes!」                                                         | 電視動畫《聖潔天使》相關歌曲                                         |
| 8月24日  | Stay Alive | 愛蜜莉雅（高橋李依） | 「Stay Alive」                                                                | 電視動畫《Re:從零開始的異世界生活》片尾曲                            |
| 8月24日  | Stay Alive | 愛蜜莉雅（高橋李依） | 電視動畫《Re:從零開始的異世界生活》插入曲                                     |                                                                      |
| 10月12日 | | 奇跡天使（高橋李依）、魔法天使（堀江由衣）、幸福天使（早見沙織）、莫夫倫天使（斋藤彩夏）                                                                                                | 「 」                                                                         | 劇場版動畫《Maho Girls光之美少女！奇蹟的變身！莫夫倫天使！》相關歌曲 |
| 10月12日 | 朝日奈未來（高橋李依）、莫夫倫（斋藤彩夏） | 「」 |                                                                               | 劇場版動畫《Maho Girls光之美少女！奇蹟的變身！莫夫倫天使！》相關歌曲 |
| 11月30日 | | 奇跡天使（高橋李依）、魔法天使（堀江由衣）、幸福天使（早見沙織） | 「」                                                                          | 電視動畫《魔法使 光之美少女!》相關歌曲                               |
| 11月30日 | 朝日奈未來（高橋李依） | 「」 |                                                                               | 電視動畫《魔法使 光之美少女!》相關歌曲                               |
| 11月30日 | 朝日奈未來（高橋李依）、十六夜理子（堀江由衣） | 「」 |                                                                               | 電視動畫《魔法使 光之美少女!》相關歌曲                               |
| 11月30日 | 奇跡天使（高橋李依）、魔法天使（堀江由衣）、幸福天使（早見沙織） | 「！（Rainbow Parade MIX）」 |                                                                               | 電視動畫《魔法使 光之美少女!》相關歌曲                               |
| 2017年   | | |                                                                               |                                                                      |
| 1月25日  | | 朝日奈未來（高橋李依）、十六夜理子（堀江由衣）、花海言葉（早見沙織） | 「」                                                                          | 電視動畫《魔法使 光之美少女!》相關歌曲                               |
| 2月1日   | | 阿克婭（雨宮天）、惠惠（高橋李依）、達克妮絲（茅野愛衣） | 「」                                                                          | 電視動畫《为美好的世界献上祝福！2》片尾曲                            |
| 3月8日   | 为美好的世界献上祝福！2 角色歌专辑「」 | 惠惠（高橋李依）、悠悠（豊崎愛生） | 「Red Battle」                                                                | 電視動畫《为美好的世界献上祝福！2》相關歌曲                          |
| 7月26日  | | 神樹峰女學園星守班 | 「」                                                                          | 電視動畫《戰鬥女子學園》主題曲                                       |
| 7月27日  | 數碼寶貝宇宙 Applimonsters 角色歌&原聲帶 | APP山470 | 「WITH YOU」                                                                  | 電視動畫《數碼寶貝-APP獸》相關歌曲                                   |
| 8月23日  | Million Smile／ | 阿克婭（雨宮天）、惠惠（高橋李依）、達克妮絲（茅野愛衣） | 「」                                                                          | 遊戲《為美好的世界獻上祝福！ -為強欲的遊戲獻上審判！-》主題曲        |
| 8月31日  | 魔法使與黑貓維茲4th Anniversary Original Soundtrack | （巽悠衣子）、（田中愛美）、（山崎惠理）、（嶋村侑）、（高橋李依）、（村瀨步） | 「」                                                                          | 遊戲《問答RPG 魔法使與黑貓維茲》相關歌曲                             |
| 11月22日 | 戰鬥女子學園BD・DVD第1卷特典CD | 美纱希（高橋李依） | 「」 「」                                                                     | 電視動畫《戰鬥女子學園》相關歌曲                                     |
| 12月22日 | THE IDOLM@STER STELLA MASTER 00 ToP!!!!!!!!!!!!! | 詩花（高橋李依） | 「Blooming Star」                                                             | 遊戲《偶像大师 星光舞台》相關歌曲                                    |
| 2018年   | | |                                                                               |                                                                      |
| 3月28日  | 擅長捉弄人的高木同學 Cover Song Collection | 高木同學（高橋李依） | 「」 「AM11:00」 「」 「」 「」 「」 「」                                     | 電視動畫《擅長捉弄人的高木同學》片尾曲                               |
| 5月16日  | HYPNO | 柏葉琴乃（村川梨衣）、守田鳴子（小澤亞李）、篠原美笛（高橋李依）、神樂鈴奈（田中美海）                                                                                                  | 「Blooming Star」                                                             | 電視動畫《卡里古拉》片尾曲                                           |
| 5月30日  | Memories/ | 漫畫女孩 | 「Memories」                                                                  | 電視動畫《Comic Girls》片頭曲                                        |
| 5月30日  | Memories/ | 漫畫女孩 | 「」                                                                          | 電視動畫《Comic Girls》片尾曲                                        |
| 6月13日  | THE IDOLM@STER STELLA MASTER ENCORE shy→shining | 詩花（高橋李依） | 「 （M@STER VERSION）」 「（M@STER VERSION）」                                | 遊戲《偶像大师 星光舞台》相關歌曲                                    |
| 7月25日  | Happen〜〜 | 湯之花幽奈（島袋美由利）、宮崎千紗希（鈴木繪理）、雨野狹霧（高橋李依） | 「Happen〜〜」                                                                | 電視動畫《搖曳莊的幽奈小姐》片尾曲                                   |
| 7月25日  | Happen〜〜 雨野狭霧 | 雨野狭霧（高橋李依） | 「Happen〜 〜」 「」                                                          | 電視動畫《搖曳莊的幽奈小姐》相關歌曲                                 |
| 8月24日  | | 七桥御乃梨（高橋李依） | 「」                                                                          | 電視動畫《One Room Second Season》主題曲                             |
| 8月24日  | 「 (happy house mix)」 | 七桥御乃梨（高橋李依） | 電視動畫《One Room》相關歌曲                                                  |                                                                      |
| 9月5日   | | 城和泉正宗（大野柚布子）、桑名江（高桥李依）、牛王吉光（千菅春香）、小烏丸（大和田仁美）、七香（白石晴香）                                                                              | 「」                                                                          | 遊戲《天華百劍-斬-》相關歌曲                                         |
| 9月5日   | 桑名江（高橋李依） | | 「」                                                                          | 遊戲《天華百劍-斬-》相關歌曲                                         |
| 10月24日 | Comic Girls BD・DVD第5卷特典CD | 勝木翼（高橋李依） | 「Memories 」 「」                                                            | 電視動畫《Comic Girls》相關歌曲                                      |
| 10月24日 | 搖曳莊的幽奈小姐 BD・DVD第2卷特典CD | 雨野狭霧（高橋李依） | 「」                                                                          | 電視動畫《搖曳莊的幽奈小姐》相關歌曲                                 |
| 11月28日 | KI-te MI-te HIT PARADE! | Party☆Fairy | 「KI-te MI-te HIT PARADE!」                                                   | 電視動畫《叛逆性百萬亞瑟王》片尾曲                                   |
| 2019年   | | |                                                                               |                                                                      |
| 1月30日  | 鸟笼废铁进行曲 UNIT1 废料行进！ | Bits & Pieces | 「」                                                                          | 遊戲《鸟笼废铁进行曲》主題曲                                         |
| 1月30日  | 鸟笼废铁进行曲 UNIT1 废料行进！ | Bits & Pieces | 「」                                                                          | 遊戲《鸟笼废铁进行曲》相關歌曲                                       |
| 4月17日  | | 城和泉正宗（大野柚布子）、桑名江（高桥李依）、牛王吉光（千菅春香）、小烏丸（大和田仁美）、七香（白石晴香）                                                                              | 「」                                                                          | 遊戲《天華百劍-斬-》相關歌曲                                         |
| 5月22日  | PEARLY×PARTY | Party☆Fairy | 「PEARLY×PARTY」                                                              | 電視動畫《叛逆性百萬亞瑟王 第二季》片尾曲                            |
| 5月29日  | | 雅兒貝德（原由實）、阿克婭（雨宮天）、愛蜜莉雅（高橋李依）、譚雅（悠木碧） | 「異世界ガールズ♡トーク」                                                     | 電視動畫《異世界四重奏》片尾曲                                       |
| 8月21日  | | 吾妻凜（高橋李依） | 「」                                                                          | 電視動畫《異世界超能魔術師》片尾曲                                   |
| 8月21日  | 「Two of Us」 | 吾妻凜（高橋李依） | 電視動畫《異世界超能魔術師》相關歌曲                                          |                                                                      |
| 9月4日   | | 阿克婭（雨宮天）、惠惠（高橋李依）、達克妮絲（茅野愛衣） | 「」                                                                          | 劇場版《為美好的世界獻上祝福！紅傳說》片尾曲                         |
| 9月4日   | 惠惠（高橋李依） | 劇場版《為美好的世界獻上祝福！紅傳說》相關歌曲 | 「」                                                                          |                                                                      |
| 9月25日  | 擅長捉弄人的高木同學2 Cover Song Collection | 高木同學（高橋李依） | 「」 「」 「」 「」 「STARS」 「」 「。」 「」                                | 電視動畫《擅長捉弄人的高木同學2》片尾曲                              |
| 9月25日  | 擅長捉弄人的高木同學2 Cover Song Collection | 高木同學（高橋李依） | 「100「I love you」」                                                         | 電視動畫《擅長捉弄人的高木同學2》相關歌曲                            |
| 11月20日 | | 御華見眾 椿組 | 「」                                                                          | 電視動畫《天華百劍 ～歡迎來到明治館！～》主題曲                      |
| 11月20日 | 「」 | 御華見眾 椿組 | 電視動畫《天華百劍 ～歡迎來到明治館！～》相關歌曲                             |                                                                      |
| 11月20日 | 桑名江（高桥李依） | 「」 | 電視動畫《天華百劍 ～歡迎來到明治館！～》相關歌曲                             |                                                                      |
| 2020年   | | |                                                                               |                                                                      |
| 2月5日   | | 夏提雅（上坂堇）、惠惠（高橋李依）、雷姆（水瀨祈）、維夏（早見沙織） | 「」                                                                          | 電視動畫《異世界四重奏2》片尾曲                                      |
| 3月11日  | | 克利夫蘭（堀籠沙耶）、哥倫比亞（堀籠沙耶）、蒙彼利埃（高橋李依）、丹佛（小澤亞李） | 「ALL 4 SISTER!!!!」 「」                                                     | 電視動畫《碧藍航線》相關歌曲                                         |
| 4月3日   | PLANET HERO/！ | 空操彈（高橋李依）、烈火獨角龍（武內駿輔） | 「PLANET HERO」                                                               | 電視動畫《爆丸 裝甲聯盟》片頭曲                                      |
| 4月3日   | PLANET HERO/！ | 空操彈（高橋李依）、烈火獨角龍（武內駿輔） | 「！」                                                                        | 電視動畫《爆丸 裝甲聯盟》片尾曲                                      |
| 5月27日  | feat. | 古武知美亞（小澤亞李）、後藤姬（高橋李依）、東御 雛（本渡楓）、橘地莉子（和氣杏未） | 「」                                                                          | 電視動畫《隱瞞之事》相關歌曲                                         |
| 5月27日  | feat. | 後藤姬（高橋李依） | 「」                                                                          | 電視動畫《隱瞞之事》相關歌曲                                         |
| 5月27日  | Song of LISTENERS:side Goodbye | 繆（高橋李依） | 「Borders」 「Muse」 「Rainy lain」 「Slip out!」 「Top of ocean」            | 電視動畫《LISTENERS 聆聽者》片尾曲                                   |
| 6月10日  | THE IDOLM@STER MILLION LIVE! ZWEIGLANZ | ZWEIGLANZ | 「」                                                                          | 遊戲《偶像大師 百萬人演唱會！劇場時光》相關歌曲                      |
| 6月17日  | （絶望少女達2020） | 古武知美亞（小澤亞李）、後藤姬（高橋李依）、東御 雛（本渡楓）、橘地莉子（和氣杏未） | 「」                                                                          | 電視動畫《隱瞞之事》相關歌曲                                         |
| 6月24日  | Song of LISTENERS:side Hello | 繆（高橋李依） | 「Trauma」 「Slumber」 「Dilemma」 「Love song」 「Fairy tale」 「Listeners」 | 電視動畫《LISTENERS 聆聽者》片尾曲                                   |
| 6月24日  | Song of LISTENERS:side Hello | 繆（高橋李依） | 「Into the blue's（modern ver.）」                                            | 電視動畫《LISTENERS 聆聽者》相關歌曲                                 |
| 2021年   | | |                                                                               |                                                                      |
| 1月13日  | [] 错误：{{Lang}}：无文本（帮助） | 愛蜜莉雅（高橋李依） | 「」                                                                          | 電視動畫《Re:從零開始的異世界生活》插入曲                            |

## 註腳

### 组合成员
1. 1 2  相坂優歌、石原舞、高橋李依、生田善子、山本希望
2. ↑  一之瀨雙葉（高橋李依）、小花鈴（高野麻里佳）、萌咲莓（長久友紀）
3. 1 2  丈枪由纪（水瀨祈）、惠飞须泽胡桃（小澤亞李）、若狭悠里（M·A·O）、直树美纪（高橋李依）
4. ↑  丈枪由纪（水瀨祈）、惠飞须泽胡桃（小澤亞李）、若狭悠里（M·A·O）、直树美纪（高橋李依）、佐仓慈（茅野愛衣）、太郎丸（加藤英美里）
5. ↑  星月美紀（洲崎綾）、若葉昴（佐仓绫音）、成海遙香（雨宮天）、天野望（東山奈央）、火向井百合（上坂堇）、常磐胡桃（早見沙織）、煌上花音（本渡楓）、國枝詩穗（下地紫野）、粒咲杏子（內山夕實）、芹澤蓮華（南條愛乃）、楠明日葉（田村睦心）、藤宮櫻（久野美咲）、南日向（五十嵐裕美）、莎朵霓（悠木碧）、千導院楓（木戶衣吹）、綿木蜜雪兒（加藤英美里）、朝比奈心美（原田瞳）、蓮見烏拉拉（內田真禮）、美紗希（高橋李依）
6. ↑  神樂坂泉（堀江由衣）、花嵐繪里（莊司宇芽香）、真白愛麗絲（水瀨祈）、黃林艾雷娜（高橋李依）
7. ↑  赤尾光、本渡楓、大西沙織、高橋李依
8. 1 2  奈克拉維（茜屋日海夏）、泰坦妮亞（高橋李依）、丘比特（東山奈央）、碧姬（芹澤優）、伯達克（三森鈴子）、貝托爾（日高里菜）
9. ↑  主人公（高橋李依）、愛可（富田美憂）、環（末柄里惠）、琪可瓦（藤田茜）
10. ↑  城和泉正宗（大野柚布子）、桑名江（高桥李依）、牛王吉光（千菅春香）、小烏丸（大和田仁美）、七香（白石晴香）
11. ↑  玲音（茅原實里）、詩花（高橋李依）

### 資料來源
1. ↑  . （原始内容存档于2012-09-20） （日语）.
2. ↑  超！A&G+ 高橋李依の本気！アニラブ（2014年1月24日放送）
3. ↑  . 81produce.   [2013-11-10]. （原始内容存档于2013-11-10） （日语）.
4. ↑  . （原始内容存档于2013-06-18） （日语）.
5. ↑  . テレビ東京.   [2013-11-10]. （原始内容存档于2013-11-10） （日语）.
6. ↑  . TVアニメ「それが声優!」公式サイト.   [2015-04-28]. （原始内容存档于2015-05-02） （日语）.
7. ↑  .   [2015-02-23]. （原始内容存档于2015-02-23） （日语）.
8. ↑  ED誤植為高橋季依
9. ↑  . アニメ!アニメ!. 2016-10-10  [2016-10-10]. （原始内容存档于2016-10-11） （日语）.
10. ↑  . .   [2021-03-20]. （原始内容存档于2020-08-18） （日语）.
11. ↑  .   [2020-12-03]. （原始内容存档于2021-01-24） （日语）.
12. ↑  . 電視動畫「天狼 Sirius the Jaeger」官方網站.   [2018-03-22]. （原始内容存档于2018-05-25） （日语）.
13. ↑  . 電視動畫「revisions」官方網站.   [2018-07-09]. （原始内容存档于2018-07-09） （日语）.
14. ↑  . 電視動畫「魔法少女特殊戰明日香」官方網站.   [2018-10-25]. （原始内容存档于2018-07-20） （日语）.
15. ↑  . 電視動畫「異世界四重奏」官方網站.   [2019-03-08]. （原始内容存档于2019-03-11） （日语）.
16. ↑  . 電視動畫「魔術學姐」官方網站.   [2019-03-17]. （原始内容存档于2019-03-18） （日语）.
17. ↑  .   [2019-01-25]. （原始内容存档于2019-01-25） （日语）.
18. ↑  .   [2019-08-29]. （原始内容存档于2019-08-29） （日语）.
19. ↑  . 電視動畫「聆聽者」官方網站.   [2020-02-01]. （原始内容存档于2020-02-01） （日语）.
20. ↑  . .   [2020-11-12]. （原始内容存档于2020-09-10） （日语）.
21. ↑  . 電視動畫「One Room」官方網站. 2020-02-29  [2020-02-29]. （原始内容存档于2020-04-03） （日语）.
22. ↑  . Comic Natalie. 2021-09-06  [2021-09-06]. （原始内容存档于2021-10-26） （日语）.
23. ↑  . Comic Natalie. 2021-12-16  [2021-12-16]. （原始内容存档于2021-12-16） （日语）.
24. ↑  . Comic Natalie. 2022-02-03  [2022-02-03]. （原始内容存档于2022-04-05） （日语）.
25. ↑  . Comic Natalie. 2022-05-17  [2022-05-17]. （原始内容存档于2022-06-19） （日语）.
26. ↑  . 電視動畫《歡迎來到實力至上主義的教室 2nd Season》官方網站. 2022-06-27  [2022-06-27]. （原始内容存档于2022-07-22） （日语）.
27. ↑  . Comic Natalie. 2022-03-23  [2022-03-23]. （原始内容存档于2022-04-20） （日语）.
28. ↑  . Comic Natalie. 2022-03-25  [2022-03-25]. （原始内容存档于2022-03-25） （日语）.
29. ↑  . MANTANWEB. 2022-09-09  [2022-09-09]. （原始内容存档于2022-10-01） （日语）.
30. ↑  . Comic Natalie. 2022-07-04  [2022-07-04]. （原始内容存档于2022-07-06） （日语）.
31. ↑  . Comic Natalie. 2022-08-07  [2022-08-07]. （原始内容存档于2022-08-07） （日语）.
32. ↑  . Comic Natalie. 2022-07-20  [2022-07-20]. （原始内容存档于2022-07-25） （日语）.
33. ↑  . Comic Natalie. 2022-11-20  [2022-11-20]. （原始内容存档于2022-11-26） （日语）.
34. ↑  . Comic Natalie. 2023-02-28  [2023-02-28]. （原始内容存档于2023-03-20） （日语）.
35. 1 2  . Comic Natalie. 2022-05-28  [2022-05-28]. （原始内容存档于2022-06-09） （日语）.
36. ↑  @jplus_jigokurak.  (推文). 2022-12-18  [2022-12-18] –Twitter （日语）.
37. ↑  . Comic Natalie. 2023-01-27  [2023-01-27]. （原始内容存档于2023-01-27） （日语）.
38. ↑  @anime_oshinoko.  (推文). 2022-10-13  [2022-10-13] –Twitter （日语）.
39. ↑  . Comic Natalie. 2023-03-02  [2023-03-02]. （原始内容存档于2023-03-09） （日语）.
40. ↑  . MANTANWEB. 2023-03-23  [2023-03-23]. （原始内容存档于2023-03-24） （日语）.
41. ↑  . Comic Natalie. 2022-09-24  [2022-09-24]. （原始内容存档于2022-09-24） （日语）.
42. ↑  . Comic Natalie. 2023-03-05  [2023-03-05]. （原始内容存档于2023-03-15） （日语）.
43. ↑  . Comic Natalie. 2023-03-25  [2023-03-25]. （原始内容存档于2023-04-01） （日语）.
44. ↑  . 動畫《全力兔》官方網站.   [2023-08-28]. （原始内容存档于2023-09-04） （日语）.
45. ↑  . Comic Natalie. 2023-09-08  [2023-09-08]. （原始内容存档于2023-10-17） （日语）.
46. ↑  . Comic Natalie. 2023-10-25  [2023-10-25] （日语）.
47. ↑  . Comic Natalie. 2023-07-23  [2023-07-23]. （原始内容存档于2023-07-24） （日语）.
48. ↑  . Comic Natalie. 2023-08-01  [2023-08-01]. （原始内容存档于2023-08-02） （日语）.
49. ↑  . MANTANWEB. 2023-10-11  [2023-10-11]. （原始内容存档于2023-10-12） （日语）.
50. ↑  . Comic Natalie. 2023-06-05  [2023-06-05]. （原始内容存档于2023-06-11） （日语）.
51. ↑  . Comic Natalie. 2023-12-15  [2023-12-15]. （原始内容存档于2023-12-15） （日语）.
52. ↑  . Comic Natalie. 2023-07-09  [2023-07-09] （日语）.
53. ↑  . Comic Natalie. 2023-11-01  [2023-11-01]. （原始内容存档于2023-11-01） （日语）.
54. ↑  . Comic Natalie. 2024-02-29  [2024-02-29]. （原始内容存档于2024-04-03） （日语）.
55. ↑  . Comic Natalie. 2024-02-03  [2024-02-03]. （原始内容存档于2024-02-02） （日语）.
56. ↑  . Comic Natalie. 2024-05-15  [2024-05-15]. （原始内容存档于2024-05-18） （日语）.
57. ↑  . Comic Natalie. 2024-07-07  [2024-07-07]. （原始内容存档于2024-12-06） （日语）.
58. ↑  . Comic Natalie. 2023-10-10  [2023-10-10]. （原始内容存档于2023-10-15） （日语）.
59. ↑  . YouTube. 2024-03-24  [2024-03-24]. （原始内容存档于2024-04-26） （日语）.
60. ↑  . Comic Natalie. 2024-03-24  [2024-03-24]. （原始内容存档于2024-04-04） （日语）.
61. ↑  . Comic Natalie. 2023-12-17  [2023-12-17]. （原始内容存档于2023-12-20） （日语）.
62. ↑  @rekiaku.  (推文). 2024-07-01  [2024-07-01] –Twitter （日语）.
63. ↑  . Comic Natalie. 2024-11-10  [2024-11-10]. （原始内容存档于2024-12-19） （日语）.
64. ↑  . MANTANWEB. 2024-03-13  [2024-03-13]. （原始内容存档于2024-03-27） （日语）.
65. ↑  . Comic Natalie. 2024-06-12  [2024-06-12]. （原始内容存档于2024-06-15） （日语）.
66. ↑  . Comic Natalie. 2025-01-04  [2025-01-04]. （原始内容存档于2025-01-04） （日语）.
67. ↑  . Comic Natalie. 2024-09-03  [2024-09-03]. （原始内容存档于2024-12-12） （日语）.
68. ↑  . Comic Natalie. 2024-06-08  [2024-06-08]. （原始内容存档于2024-06-09） （日语）.
69. ↑  . Comic Natalie. 2024-08-07  [2024-08-07]. （原始内容存档于2024-08-07） （日语）.
70. ↑  . Comic Natalie. 2024-12-21  [2024-12-21]. （原始内容存档于2024-12-27） （日语）.
71. ↑  . Comic Natalie. 2024-11-11  [2024-11-11]. （原始内容存档于2024-11-12） （日语）.
72. ↑  . Comic Natalie. 2025-03-26  [2025-03-26] （日语）.
73. ↑  . Comic Natalie. 2025-02-01  [2025-02-01]. （原始内容存档于2025-02-01） （日语）.
74. ↑  . Comic Natalie. 2025-01-15  [2025-01-15]. （原始内容存档于2025-01-23） （日语）.
75. ↑  . Comic Natalie. 2025-06-11  [2025-06-11] （日语）.
76. ↑  . Comic Natalie. 2025-07-29  [2025-07-29] （日语）.
77. ↑  . Comic Natalie. 2024-12-21  [2024-12-21]. （原始内容存档于2024-12-26） （日语）.
78. ↑  . Comic Natalie. 2025-07-06  [2025-07-06] （日语）.
79. ↑  . Comic Natalie. 2025-08-04  [2025-08-04] （日语）.
80. ↑  . MANTANWEB. 2025-03-02  [2025-03-02] （日语）.
81. ↑  . Comic Natalie. 2025-06-13  [2025-06-13] （日语）.
82. ↑  . Comic Natalie. 2025-07-19  [2025-07-19] （日语）.
83. ↑  . 光之美少女 Super Stars!官網.   [2018-02-13]. （原始内容存档于2018-02-13） （日语）.
84. ↑  . 劇場版 為美好的世界獻上祝福！紅傳說 公式官網.   [2019-07-21]. （原始内容存档于2019-07-20） （日语）.
85. ↑  . Comic Natalie. 2021-12-22  [2021-12-22]. （原始内容存档于2021-12-23） （日语）.
86. ↑  . Comic Natalie. 2023-11-17  [2023-11-17]. （原始内容存档于2023-11-17） （日语）.
87. ↑  . 粉絲向電影《死亡愛麗絲 最終最後的物語》.   [2024-01-23]. （原始内容存档于2024-01-24） （日语）.
88. ↑  . Comic Natalie. 2024-02-15  [2024-02-15]. （原始内容存档于2024-04-20） （日语）.
89. ↑  . Comic Natalie. 2024-06-25  [2024-06-25]. （原始内容存档于2024-06-25） （日语）.
90. ↑  . Comic Natalie. 2024-03-21  [2024-03-21]. （原始内容存档于2024-04-11） （日语）.
91. ↑  . Comic Natalie. 2025-06-25  [2025-06-25] （日语）.
92. ↑  . OVA「Re:從零開始的異世界生活 Memory Snow」官方網站.   [2020-05-28]. （原始内容存档于2020-05-04） （日语）.
93. ↑  . YouTube. 2024-12-12  [2024-12-12]. （原始内容存档于2024-12-17） （日语）.
94. ↑  . Comic Natalie. 2022-06-05  [2022-06-05]. （原始内容存档于2022-06-06） （日语）.
95. ↑  . Comic Natalie. 2022-08-23  [2022-08-23]. （原始内容存档于2022-10-02） （日语）.
96. ↑  . 「Fate/Grand Order」ANIME PROJECT 官方網站.   [2023-01-01]. （原始内容存档于2023-01-03） （日语）.
97. ↑  . Comic Natalie. 2023-07-31  [2023-07-31]. （原始内容存档于2023-08-03） （日语）.
98. ↑  . YouTube. 2024-10-04  [2024-10-04]. （原始内容存档于2024-12-30） （日语）.
99. ↑   (Vol.555). 高橋李依. 2013-11-28.
100. ↑  . 電擊Online.   [2014-05-27]. （原始内容存档于2014-05-28） （日语）.
101. ↑  . DMMオンラインゲーム.   [2014-09-04]. （原始内容存档于2014-09-03） （日语）.
102. ↑  . あんさんぶるガールズ!!. Happy Elements.   [2016-01-04]. （原始内容存档于2016-04-06） （日语）.
103. ↑  . 「天華百剣」公式サイト.   [2016-07-02]. （原始内容存档于2016-06-04） （日语）.
104. ↑  . 『Fate/Grand Order』公式サイト. 2016-09-26  [2016-09-26]. （原始内容存档于2016-09-26） （日语）.
105. ↑  . ファミ通.com.   [2016-09-01]. （原始内容存档于2016-08-31） （日语）.
106. ↑  . 閃耀幻想曲 官網.   [2017-06-26]. （原始内容存档于2017-07-01） （日语）.
107. ↑  . 4Gamer.net. 2018-01-05  [2018-01-05]. （原始内容存档于2018-01-06） （日语）.
108. ↑  . 遊戲「搖曳莊的幽奈小姐 溫泉迷宮」官網.   [2018-07-09]. （原始内容存档于2018-07-09） （日语）.
109. ↑  . NIKKE：胜利女神.wiki.   [2022-11-10]. （原始内容存档于2022-11-10）.
110. ↑  . MAGES. 2024-08-05  [2024-08-05]. （原始内容存档于2024-12-20）.
111. ↑  . Comic Natalie. 2023-06-05  [2023-06-11]. （原始内容存档于2023-06-11） （日语）.

## 外部連結
- 高橋李依 OFFICIAL SITE （页面存档备份，存于）（日語）
- たかは私立りえ高校[] - 公式メンバーズクラブ（日語）
- 高橋李依的X（前Twitter）（日語）
- 高橋李依的Instagram帳戶（日語）